# قنسطنطين (أمير هولندي)
الأمير قنسطنطين (من مواليد 11 أكتوبر 1969) هو الابن الثالث والأصغر لملكة هولندا السابقة بياتريكس وزوجها كلاوس فون أمسبرغ، وهو الأخ الأصغر لملك هولندا الحالي فيليم ألكسندر. الأمير قسطنطين هو أحد أفراد العائلة المالكة في هولندا والرابع حاليًا في خط الخلافة على العرش الهولندي.

## حياته وتعليمه
ولد الأمير قنسطنطين في 11 أكتوبر 1969 في مستشفى جامعة أترخت (يسمى اليوم المركز الطبي الجامعي أترخت) في أترخت، بعد ولادة إخوته فيليم ألكسندر (مواليد 1967) ويوهان فريسو (1968-2013). عرابوه هم الملك السابق قسطنطين الثاني ملك اليونان (1940-2023)، والأمير أشوين، وأكسل فون ديم بوش، وماكس كونستام [الإنجليزية] ، وكورين دي بوفورت-سيكينغ.
منذ 2003 يعمل الأمير قنسطنطين لدى مؤسسة راند في بروكسل. وعلاوة على ذلك كان لديه وظيفة بدوام جزئي في وزارة الشؤون الخارجية في لاهاي بهولندا.